# Emmy Grén-Broberg
Emmy Wilhelmina Grén-Broberg, född 19 november 1883 på Stora Änggården i Örgryte landskommun, död 5 november 1974 på Danvikshem i Nacka kommun, var en svensk gymnast och lärare. Hon blev Sveriges Flickors Scoutförbunds första flickscoutchef, och inom scoutrörelsen var hon känd under sitt scoutnamn ”Bro”.

## Biografi

### Uppväxt och familj
Emmy Grén-Broberg växte upp i Göteborg som dotter till grosshandlaren Carl Broberg (1844–1908) och Fanny Grén-Broberg (1845–1933). Modern var före sitt äktenskap aktiv som sekreterare i styrelsen för Fruntimmersföreningens flickskola fram till 1877. Hon återkom senare som sekreterare 1906 och styrelsens ordförande från 1929.
Emmy Grén-Broberg växte upp på Stora Änggården i Örgryte och på Västra Hamngatan i centrala Göteborg. Hon var yngst i en syskonskara om tre barn, med bröderna Sven (1878–1973) och Carl (1880–1968). Familjen sålde egendomen till Göteborgs stad i början av 1890-talet, men behöll Lilla Änggården som sommarbostad, innan den 1963 donerades till Göteborgs stad av Sven och Carl.

### Utbildning
Efter att ha gått ut flickskolan genomgick Emmy Grén-Broberg en utbildning i träslöjd på slöjdskolan på Nääs. 1905 tog hon gymnastikdirektörsexamen från Gymnastiska centralinstitutet (GCI). Under 1920-talet tog hon dessutom en examen i engelska vid universitetet i Cambridge.

### Yrkesliv
Efter examen från Gymnastiska centralinstitutet fick Emmy Grén-Broberg anställning som gymnastiklärare vid Wallinska skolan. Där var hon verksam i cirka 15 år, innan hon hösten 1921 beviljades tjänstledighet och sedan avslutade sin anställning. Senare gav hon privatlektioner i engelska åt läroverkselever.
Hon var även verksam inom fortbildning av lärare och höll till exempel gymnastikkurs för folkskollärarinnor i regi av GCI 1908, och nämns som ”påräknad lärarkraft” till en instruktionskurs för sjukvårdslärarinnor i Röda korsets regi 1921.

### Flickscouting
Inom svensk flickscouting var Emmy Grén-Broberg känd under sitt scoutnamn ”Bro”, och hon var den som kom att leda den svenska flickscoutrörelsen under dess första decennium.

#### Bro – svensk flickscoutings första ledare
Under 1910 började några av eleverna vid Wallinska skolan, Gerda Blomberg, Elin Fris och Signe Geijer, intressera sig för den scoutverksamhet som på kort tid blivit stor bland medelklassens pojkar. Våren 1911 lyckades de tre övertala några av sina lärare, kristendoms- och franskläraren Esther Laurell, teckningsläraren Signe Hammarsten och gymnastikläraren Emmy Grén-Broberg, att starta flickscoutverksamhet. För att hantera tidens tilltalsskick, där det var otänkbart för en elev att dua sin lärare, valde de tre särskilda scoutnamn, som alla kunde använda inom scoutverksamheten. Namnen togs efter Noas söner: Esther Laurell valde Sem, Signe Hammarsten valde Ham, och Emmy Grén-Broberg valde Jafet. Kanske kändes den gammaltestamentliga kopplingen lite omotiverad, eftersom Emmy Grén-Broberg snart bytte scoutnamn till Bro, som också blev det namn hon kom att bli känd under inom scoutrörelsen.

#### I ledningen för flickscoutförbund och flickscoutkår
Den 8 mars 1911 förordnades Gerda Blomberg, Elin Fris och Signe Geijer till patrulledare av de sina nyblivna scoutledare, och därmed existerade Sveriges första flickscoutpatruller. Den 18 november samma år bildades Wallinska skolans scoutförening med Esther Laurell, Signe Hammarsten och Emmy Grén-Broberg i ledningen.
Knappt ett år senare, den 3 oktober 1912, bildades en interimsstyrelse för att förbereda ett riksförbund. Emmy Grén-Broberg blev ledande i detta arbete, och när Sveriges Flickors Scoutförbund bildades den 26 mars 1913 valdes hon till flickscoutchef för förbundet. Ungefär samtidigt bildades Stockholms Flickors Scoutkår, som en paraplyorganisation för de flickscoutföreningar som uppstått vid huvudstadens olika flickskolor. Emmy Grén-Broberg utsågs till kårchef. Från hösten 1913 var Emmy Grén-Broberg ensam ledare för Wallinska skolans scoutförening, sedan Signe Hammarsten gift sig och flyttat till Finland, och Esther Laurell tagit tjänstledigt från skolan för studier.
Emmy Grén-Broberg blev den drivande kraften i det nybildade förbundet under dess första decennium: Redan hösten 1912 reste hon tillsammans med Gerda Blomberg på en studieresa till de engelska flickscouterna. Efter hemkomsten tog Emmy Grén-Broberg initiativ till organisering av flickscoutverksamheten i form av Stockholms Flickors Scoutkår och Sveriges Flickors Scoutförbund. Hon ledde även den första utbildningen för flickscoutledare 1912. Under de följande åren ledde hon formeringen av den nya rörelsen: Kodifiering och konsolidering av ideologin, struktur för ledarutbildningar, skapande av ett programinnehåll, märkessystem, dräktordning, bildande av ett kansli, inledningen av det för rörelsen så betydelsefulla samarbetet med Ebba von Eckerman, och de första stegen till att ta fram en egen instruktionsbok.
Utöver alla praktiska, interna uppgifter hade Emmy Grén-Broberg att som ledare för svensk flickscouting manövrera i den ideologiskt komplexa situation som den kvinnliga rösträttsrörelsen skapade tillsammans med spänningen mellan scoutrörelsens ursprungliga samhällsbevarande ambitioner och den svenska flickscoutrörelsens omstörtande emancipatoriska potential. Själv hade hon sin bakgrund i en göteborgsk tradition för kvinnans deltagande i samhällslivet, med Fruntimmersföreningens flickskola och slöjdskolan på Nääs, och verkade yrkesmässigt på Wallinska skolan, som på olika sätt samlade många i den tidens kvinnorörelse. Samtidigt kan den samtida pojkscoutrörelsens framväxt ses som ett svar på en manlighet i kris på grund av just kvinnors allt större plats och utökade rättigheter i samhället.
Hösten 1921 lämnade Emmy Grén-Broberg posten som flickscoutchef och den svenska flickscoutrörelsen samtidigt som hon tog tjänstledigt från Wallinska skolan för studier i utlandet.
Även om hon i och med detta lämnade sina ledande roller inom svensk flickscouting, återkom hon vid några senare tillfällen, som vid Sveriges Flickors scoutförbunds 20-årsjubileum på förbundslägret Hesselbyholmslägret 1933, på förbundets årsmöte året efter, som svensk representant på WAGGGS världskonferens i Sverige 1936 och som en av undertecknarna av ett upprop om en insamling i samband med Sveriges Flickors Scoutförbunds 25-årsjubileum 1938. Hon finns även omnämnd i radiotablån för den 27 april 1928 med ett föredrag om flickscouting.

#### Emmy Grén-Broberg som ledare
Som ledare tycks Emmy Grén-Broberg ha varit karismatisk. Hon har själv berättat att upptakten till flickscoutverksamheten vid Wallinska skolan var att de elever som ville ha henne till ledare övervann hennes tveksamhet genom att belägra henne varenda dag i gymnastiksalen. Hon framhålls som en skicklig instruktör och organisatör, och perfektionist. Samtidigt som flickscouterna beundrade henne, hade de också en stor respekt för henne, och hon höll hårt på sin integritet och sitt privatliv.

### Andra intressen
Emmy Grén-Broberg hade omfattande praktiska kunskaper inom många områden. Utöver sjukvård och scoutteknik var hon även efter träslöjdsutbildningen en skicklig finsnickare. Inför en cykeltur i ungdomen ska hon även ha plockat ner sin cykel i delar och sedan satt ihop den, för att förstå hur den fungerade och vid behov kunna reparera den. Hon var även en skicklig fotograf, och publicerades till exempel i samband med Svenska Dagbladets fototävling årsskiftet 1928–29.
Utöver dessa intressen engagerade sig Emmy Grén-Broberg även i olika humanitära aktioner. På 1940-talet deltog hon som funktionär i Svenska Dagbladets årliga insamling ”Julfemman”, och hon testamenterade sin kvarlåtenskap till Individuell Människohjälp.